# Heinz Tovote

Heinz Tovote

Heinz Tovote (* 12. April 1864 in Hannover; † 4. Februar 1946 in Berlin) war ein deutscher Schriftsteller.

## Leben
Heinz Tovote war der Sohn eines Rentiers. Er besuchte das Gymnasium in Hannover und studierte anschließend Philologie und Philosophie an den Universitäten in Göttingen und Berlin, wo er sich in allgemeiner Literaturwissenschaft habilitierte. Danach wandte sich Tovote von seiner akademischen Karriere ab und lebte seit 1889 als freier Schriftsteller in Berlin.
Heinz Tovote war Verfasser von Romanen und Erzählungen. Seine frühen, vom Naturalismus und der zeitgenössischen französischen Literatur (insbesondere Maupassant) beeinflussten Werke behandeln erotische Themen aus der dekadenten Großstadtgesellschaft; seine späteren Werke sind hingegen der Trivialliteratur zuzurechnen. Tovote war ein ausgesprochener Erfolgsautor der wilhelminischen Epoche; vor allem sein 1890 erschienenes Romandebüt Im Liebesrausch erzielte bis in die Zwanziger Jahre hohe Auflagen.
Seine letzte Ruhestätte fand Heinz Tovote auf dem Waldfriedhof Dahlem (Abt. 17 U 34).

## Werke

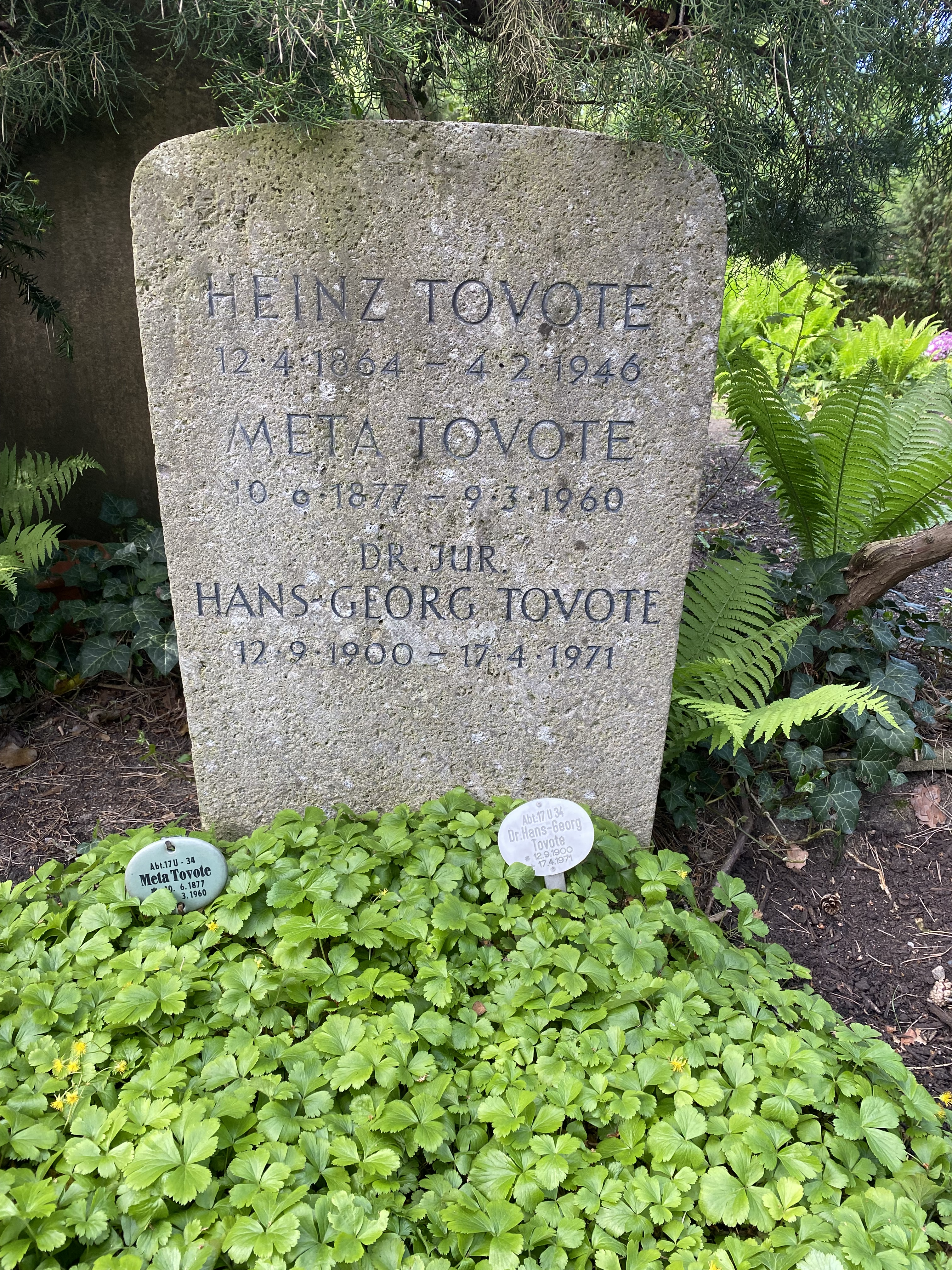
Grabstätte auf dem Waldfriedhof Dahlem

- Fallobst. Wurmstichige Geschichten. Zoberbier, Berlin 1890. (Digitalisat der 9. Aufl. 1896) Neuausgabe Hofenberg, Berlin 2017, ISBN 978-3-7437-1955-2.
- Im Liebesrausch. Berliner Sittenroman Zoberbier, Berlin 1890. Digitalisierung [10. Auflage, 1895]: Zentral- und Landesbibliothek Berlin, 2020. URN urn:nbn:de:kobv:109-1-15423400
- Der Erbe. Fontane, Berlin 1891. (Digitalisat der 9. Aufl. 1904)
- Frühlingssturm. Berliner Liebesroman. Lehmann, Berlin 1891. (Digitalisat der 6. Aufl. 1894)
- Ich. Nervöse Novellen. Fontane, Berlin 1892. (Digitalisat der 11. Aufl. 1899)
- Heimliche Liebe. Novellen. Fontane, Berlin 1893. (Digitalisat der 3. Aufl. 1893)
- Mutter! Roman. Fontane, Berlin 1893. (Digitalisat der 5. Aufl. 1894). Neuausgabe Hofenberg, Berlin 2020, ISBN 978-3-7437-3551-4.
- Das Ende vom Liede. Roman. Fontane, Berlin 1894. (Digitalisat der 7. Aufl. 1895)
- Heißes Blut. Novellen. Fontane, Berlin 1896. (Digitalisat der 10. AAufl. 1898)
- Abschied. Novellen. Fontane, Berlin 1898. (Digitalisat)
- Die rote Laterne. Novellen. Fontane, Berlin 1900.
- Frau Agna. Roman. Fontane, Berlin 1901. (Digitalisat der 6. Aufl.)
- Die Leichenmarie. Novellen. Fontane, Berlin 1902. (Digitalisat der 7. Aufl.)
- Der letzte Schritt. Roman. Fontane, Berlin 1903. (Digitalisat der 7. Aufl.)
- Sonnemanns. Roman. Fontane, Berlin 1904.
- Ich lasse Dich nicht! Drei Phasen eines Junggesellendramas. Fontane, Berlin 1905. (Digitalisat Bühnenfassung)
- Klein Inge. Novellen. Fontane, Berlin 1905.
- Hilde Vangerow und ihre Schwester. Roman. Fontane, Berlin 1906. (Digitalisat der 10. Aufl.)
- Nicht doch! Harmlose Novellen. Eysler, Berlin 1908. (Digitalisat der 33. Aufl. 1919)
- Fräulein Grisebach. Roman. Fontane, Berlin 1909.
- Lockvögelchen. Novellen. Fontane, Berlin 1910. Neuausgabe Hofenberg, Berlin 2020, ISBN 978-3-7437-3570-5.
- Zu B’fehl! Die Geschichte einer scheuen Liebe. Ullstein, Berlin 1913.
- Durchs Ziel. Roman. Eysler, Berlin 1914.
- Aus einer deutschen Festung im Kriege. (Ullstein-Kriegsbücher) Ullstein, Berlin 1915.
- Nimm mich hin! Novellen. Eysler, Berlin 1916.
- Wie ich mich kennen lernte! Auch eine Biographie. Eysler, Berlin 1920.
- Brautfahrt. Novellen. Eysler, Berlin 1923.
- Suse Gaudi. Roman. Eysler, Berlin 1923.
- Um Eveline. Die Geschichte einer Liebeswette. Eysler, Berlin 1924.
- Die Sklavin. Harmlose Novelle.  Bearb. von Peter Sahlit. Gulbis, Riga 1926.

### Übersetzungen
- Guy de Maupassant: Yvette, Berlin 1895